# Марк Ливий Друз Либон
Марк Ли́вий Друз Либо́н (лат. Marcus Livius Drusus Libo; умер после 15 года до н. э.) — римский политический деятель из плебейского рода Скрибониев Либонов, ординарный консул 15 года до н. э.

## Биография
Родным отцом Либона был Луций Скрибоний Либон. Его сестрой была Скрибония, вторая супруга императора Августа; по отцу Марк Ливий приходился двоюродным братом Юлии. Либона усыновил Марк Ливий Друз Клавдиан. Так он стал сводным братом Ливии, третьей жены Августа. 
В 28 году до н. э. Либон был назначен эдилом. Тогда он дал игры в Риме, незадолго до конца постройки Пантеона. В 15 году до н. э. Либон назначен ординарным консулом вместе с Луцием Кальпурнием Пизоном.
Известно, что Марк Ливий состоял в коллегии арвальских братьев.
У Друза Либона была дочь по имени Ливия Медуллина Камилла. Сохранились отчеканенные им серебряные монеты.